# الحب شيء رائع (مسلسل)
الحب شيء رائع (بالإنجليزية: Love Is a Many Splendored Thing)‏ هو مسلسل تم إنتاجه في الولايات المتحدة. بدأ عرضه في سنة 1967 على سي بي إس. بلغ عدد حلقاته 1430 حلقة، وتبلغ مدة الحلقة الواحدة 30 دقيقة. تم بث المسلسل لأول مرة بتاريخ 18 سبتمبر 1967 بينما تم بث آخر حلقة منه بتاريخ 23 مارس 1973. من بطولة بيفرلي ماكينزي وديانا دوغلاس.

## روابط خارجية
- الحب شيء رائع على موقع IMDb (الإنجليزية)
- الحب شيء رائع على موقع كينوبويسك (الروسية)